# Golestan nationalpark
Golestan nationalpark är en nationalpark i Iran. Den ligger i den nordöstra delen av landet, 500 km öster om huvudstaden Teheran.